# Єва Герцигова
Є́ва Ге́рцигова (чеськ. Eva Herzigová; нар. 10 березня 1973 року, Літвінов, Устецький край, Чехословаччина) — чеська супермодель та акторка.

## Кар'єра
Уклала контракт з «L'Oreal» на рекламу Studio Line. Працювала з фотографами — Пітер Ліндберг, Патрік Демаршельє, Марко Главіано, Паоло Роверс, а також Еллен фон Унверт — вона сфотографувала її для реклами «Guess». Піку слави сягнула після підписання контракту з маркою білизни «Wonderbra».

## Особисте життя
Була одружена з Тіком Торресом, ударником гурту «Bon Jovi». З 2009 року живе з італійським бізнесменом Грегоріо Марсія. 1 червня 2007 в Парижі народила сина Джорджа Марсія Герцига. 13 березня 2011 в Лондоні народила сина Філіпа.